# Bis(méthylthio)méthane
Le bis(méthylthio)méthane ou 2,4-dithiapentane est un composé organosulfuré connu pour être un composant important du parfum de la truffe. Il est utilisé comme ingrédient dans l'« huile de truffe », en combinaison avec l'huile d'olive. Le test effectué en 1999 selon le protocole de l'OMS/FAO ne lui a pas décelé de toxicité aux doses auxquelles il est utilisé comme agent de parfum.